# Uspenský chrám (Novi Sad)
Uspenský chrám v Novém Sadu (srbsky Успенска црква/Uspenska crkva) se nachází v centru města, v blízkosti Srbského národního divadla. Kostel je součástí eparchie báčské Srbské pravoslavné církve. Nachází se na adrese Uspenska 2. V současné době je kostel chráněn jako Kulturní památka mimořádného významu.

## Historie
Na tomto místě byl vybudován kostel pravděpodobně ještě na počátku 18. století. Malý chrám však byl později zbořen a nahrazen modernější stavbou. Ta vznikala v letech 1765 – 1774. Ve své době se jednalo o nejmodernější kostel v Novém Sadu. Její barokní věž se stala jedním z tehdejších symbolů města. Prostor interiéru kostela v okolí oltáře (za ikonostasem) byl obložen růžovým mramorem. 
Ikony ikonostasu napsali nejprve Marko Gavrilović, Arsenije Marković a Aksentije Marković, dále pak Janko Halkozović původem z Makedonie s pomocí novosadského malíře Vaso Ostojiće. Ve své době se jednalo o řezbářsky nejkvalitnější ikonostas, který vznikl na Srby obývaném území.[zdroj?]
Na zdi vedle kostela se nachází několik náhrobků, které patří tehdejším šlechticům (Jovan Janković). V blízkosti kostela byli také pohřbíváni významní obyvatelé Nového Sadu.
Ke kostelu až do konce 70. let 20. století ještě patřila budova fary, která byla stržena v souvislosti s výstavbou moderního komplexu divadla. V letech 1990-1993 byl kostel rekonstruován.